# لغات نيلية صحراوية
تعد اللغات النيلية الصحراوية عائلة منسوبة إلى اللغات الإفريقية يتكلمها حوالي 50 إلى 60 مليون شخص، ولا سيما في الأجزاء العليا من نهري شاري والنيل، بما في ذلك النوبة التاريخية، إلى الشمال حيث تلتقي روافد النيل. تمتد اللغات عبر 17 دولة في النصف الشمالي من إفريقيا: من الجزائر إلى بنين في الغرب ومن ليبيا إلى جمهورية الكونغو الديمقراطية في الوسط ومن مصر إلى تنزانيا في الشرق. وخاصة في السودان وتشاد وكينيا.

## أصل التسمية والتصنيف
كما هو مشار إليه من خلال الاسم الموصول، النيلية الصحراوية، هي عائلة من الداخل الأفريقي، بما في ذلك حوض النيل الأكبر الصحراء الكبرى الوسطى. ثمانية من الفروع المكونة المقترحة (باستثناء كوناما، كيلياك، والسونغاية) موجودة في الدولتين الحديثة من السودان جنوب السودان، التي من خلالها يتدفق نهر النيل.
في كتابه لغات إفريقيا [الإنجليزية] (1963)، أطلق جوزيف غرينبرغ الاسم على المجموعة وقال إن الأسرة وراثية. أنه يحتوي على اللغات التي لم يتم تضمينها في مجموعات اللغات النيجرية الكنغوية، الأفرو آسيوية أو خويسان. على الرغم من أن بعض اللغويين قد رأوا أن العبارة هي " سلة مهملات غرينبرغ"، التي وضع فيها جميع لغات أفريقيا غبر النقرة غير المرتبطة بها، وقد قبل المتخصصون في هذا المجال واقعها منذ تصنيف غرينبرغ. يتقبل مؤيدوه أنه اقتراح صعب لإثباته ولكنهم يزعمون أنه يبدو أكثر وعدًا بإنجاز المزيد من العمل.
تشير التقديرات إلى أن بعض المجموعات المكونة للغات النيلية الصحراوية تسبق العصر الحجري الحديث الأفريقي. وهكذا، فإن وحدة شرق السودان [الإنجليزية] تقدر حتى الآن على الأقل في الألفية الخامسة قبل الميلاد. الوحدة الوراثية ات النيلية الصحراوية ستكون بالضرورة أقدم بكثير وتاريخها يعود إلى العصر الحجري القديم الأعلى.
هذا النظام التصنيفي الأكبر غير مقبول من قبل جميع اللغويين. غلوتولوغ (2013)، على سبيل المثال، منشور من معهد جمعية ماكس بلانك في ألمانيا، لا يعترف بوحدة عائلة النيلية الصحراوية أو حتى فرع لغات شرق السودان [الإنجليزية]؛ لا يقبل جورجي ستاروستين [الإنجليزية] (2016) بالمثل وجود علاقة بين فروع النيلية الصحراوية، على الرغم من أنه يترك الباب مفتوحًا لإمكانية ارتباط بعضها ببعض بمجرد الانتهاء من العمل الترميمي اللازم.

## الفروع
وكان لها حوالي 11 مليون ناطقين في سنة 1987 (حسب ميريت رولن.)
حسب جوزيف غرينبيرغ بعد تغييرات ليونيل بندر، تنقسم إلى الفروع التالية:
- لغة البرتا
- لغات سودانية وسطى (ومنها لغات سارا ولغة الجور ولغة البنقو ولغة المادي ولغة الكبارة)
- لغات السودانية شرقية (ومنها النوبية ولغة التامة ولغة الأرنجا)
- لغات نيلية (ومنها لغة الدينكا ولغة الشلك ولغة النوير ولغة الأنواك ولغة البور ولغة التوركانا ولغة الباري ولغة المنداري)
- لغات القمز
- لغة الكوناما
- لغات مابية (ومنها لغة المساليت ولغة الرنقا)
- لغات صحراوية ومنها لغة التيدا ولغة الدزازا (قرعان) ولغة البرتي ولغة الزغاوة ولغة كانوري
- لغات السونغاي
- لغات فوراوية (ومنها الفوراوية)

وأضاف روجر بلينتش اللغات الكادوغلية إليها.
لغة الشابو في إثيوبيا قد تكون نيلية صحروية، لكن يختلف العلماء فيها.

## تاريخ المقترح
اعتُرف بالعائلة الصحراوية (التي تضم الكانورية، والكانيمبو، ولغات التبو، والزغاوة) من قبل هاينريش بارت في عام 1853، واللغات النيلية من قبل كارل ريتشارد ليبسيوس في عام 1880، والفروع المختلفة المكونة للغات السودانية الوسطى (ولكن ليس الصلة فيما بينها) من قِبل فريدريك مولر في عام 1889، وعائلة مابان من قِبل ماوريس جودفروا ديمومبين في عام 1907. ظهرت أولى التلميحات لعائلة أوسع في عام 1912، عندما ضم ديدريش فيسترمان ثلاثًا من العائلات السودانية الوسطى (التي كانت ماتزال مستقلة) داخل العائلة النيلية في اقتراح أسماه اللغات النيلية-السودانية. ارتبطت هذه العائلة النيلية الموسعة بدورها بالنوبية، والكونامية، وربما البيرتا، وبالأخص مقترح غرينبيرغ السوداني-الشامل (الشاري-النيلي) لعام 1954.
في عام 1920 قام جي دبليو موراي ببلورة اللغات الشرقية السودانية عندما جمع اللغات النيلية والنوبية والنيرا والغام والكوناما. قدم كارلو كونتي روسيني مقترحات مماثلة في عام 1926، وفي عام 1935 أضاف فيسترمان اللغة المرلية. في عام 1940، نشر أيه. إن. تاكر أدلة تربط خمسة من الفروع الستة للغات السودانية الوسطى جنبًا إلى جنب مع اقتراحه الأكثر وضوحًا عن السودانية الشرقية. في عام 1950، احتفظ غرينبيرغ بالسودانية الوسطى والسودانية الشرقية كعائلتين منفصلتين، لكنه قبل استنتاجات فيسترمان التي توصل إليها قبل أربعة عقود في عام 1954 عندما ربطهما معًا على أنهما عائلتي لغات سودانية-شاملة (لاحقًا شارية-نيلية، من مستجمعات مياه نهر النيل وشاري).
جاءت مساهمة غرينبيرغ اللاحقة في عام 1963، عندما ربط عائلة اللغات الشارية-النيلية بلغات سونغاي والصحراوية والمابان والفوراوية والكومانية الغوموزية وصاغ اسم اللغات النيلية-الصحراوية الحالي للعائلة الناتجة. أشار ليونيل بندر إلى أن اللغات الشارية-النيلية كانت نتاجًا صنعيًا لنظام الاتصال الأوروبي بأفراد هذه العائلة اللغوية ولم تعكس علاقة حصرية بين هذه اللغات، وقد هُجرت المجموعة، وأصبحت مكوناتها فروعًا أساسية للعائلة النيلية الصحراوية، أو على نحو مكافئ، اندمجت العائلة الشارية-النيلية والنيلية-الصحراوية مع الاحتفاظ باسم النيلية الصحراوية. عندما أُدرك أن لغات كادو لم تكن من العائلة النيجرية-الكنغوية، افتُرض عمومًا أنها لغات نيلية صحراوية، لكن هذا مايزال مثار جدل إلى حد ما.
أُحرز تقدم منذ أن أثبت غرينبيرغ معقولية العائلة اللغوية. ماتزال اللغات الكومانية والغوموزية موثَّقثتين بشكل سيئ ويصعب العمل معهما، بينما يستمر الجدل حول إدراج لغة سونغاي. يعتقد بلينش (2010) أن توزيع اللغات النيلية الصحراوية يعكس الممرات المائية للصحراء الرطبة منذ 12000 عام، وأن اللغة الأولية بها مصنِّفات أسماء تنعكس اليوم في مجموعة متنوعة من البادئات واللواحق وعلامات الأرقام.